# Autobahnkreuz Bochum/Witten
Das Autobahnkreuz Bochum/Witten (Abkürzung: AK Bochum/Witten; Kurzform: Kreuz Bochum/Witten) ist ein Autobahnkreuz in Nordrhein-Westfalen in der Metropolregion Rhein-Ruhr. Es verbindet die Bundesautobahn 43 (Münster – Wuppertal) mit der Bundesautobahn 448 (Bochum – Dortmund).

## Geografie
Das Autobahnkreuz liegt auf dem Stadtgebiet von Bochum in den Stadtbezirken Ost und Süd, nahe der Stadtgrenze zu Witten. Nächstgelegene Stadtteile sind Querenburg, Laer und Langendreer. Es befindet sich etwa 25 km nördlich von Wuppertal, etwa 20 km östlich von Essen und etwa 12 km südwestlich von Dortmund.
Die A 43 führt in Richtung Norden über Herne, Recklinghausen, Marl, Haltern am See, Dülmen und Nottuln bis nach Münster und in Richtung Süden über Witten-Herbede und Sprockhövel nach Wuppertal (über A 46), Köln (über A 1), Düsseldorf (über A 46), Bremen (über A 1) und Gevelsberg (über B 326). Die A 448 endete bis Ende August 2018 in Richtung Westen am Autobahnkreuz und mündete in die Bundesstraße 226 in Richtung Bochum-Zentrum, seitdem führt sie weiter zur Anschlussstelle Bochum-Altenbochum. Ab 2020 soll sie (mit der sogenannten Opelquerspange) über einen Teil des Bochumer Außenrings bis zum Autobahndreieck Bochum-West (ehemalige Anschlussstelle Bochum-Stahlhausen der A 40) an der A 40 führen. Der Anschluss der B 226 an die A 448 blieb als zum Autobahnkreuz gehörende Teilanschlussstelle bestehen: Die Auffahrt auf die A 448 ist nur Richtung Osten möglich, die Abfahrt nur in Richtung Westen. In Richtung Osten führt die A 448 über Bochum-Langendreer, Witten-Stockum, Witten-Annen bis zum Dreieck Dortmund/Witten der A 45 (E 41).

## Bauform und Ausbauzustand
Die A 43 ist vierstreifig ausgebaut, die A 448 in Richtung Dortmund sechsstreifig. Alle Verbindungsrampen sind einspurig ausgeführt.
Das Autobahnkreuz wurde als Kleeblatt angelegt. An der A43 bildet es mit der Anschlussstelle Bochum-Querenburg/Ruhr-Universität eine Doppel-Anschlussstelle.

## Verkehrsaufkommen
Das Kreuz wird täglich von rund 140.000 Fahrzeugen befahren.
| Von                         | Nach                      | Durchschnittliche tägliche Verkehrsstärke | Anteil Schwerlastverkehr |
| --------------------------- | ------------------------- | ----------------------------------------- | ------------------------ |
| AS Bochum-Laer (A 43)       | AK Bochum/Witten          | 74.100                                    | 6,0 %                    |
| AK Bochum/Witten            | AS Witten-Heven (A 43)    | 67.400                                    | 4,5 %                    |
| AS Bochum Opel-Werk (A 448) | AK Bochum/Witten          | keine Daten                               | keine Daten              |
| AK Bochum/Witten            | AS Witten-Zentrum (A 448) | 62.700                                    | 5,2 %                    |